# Tower 42

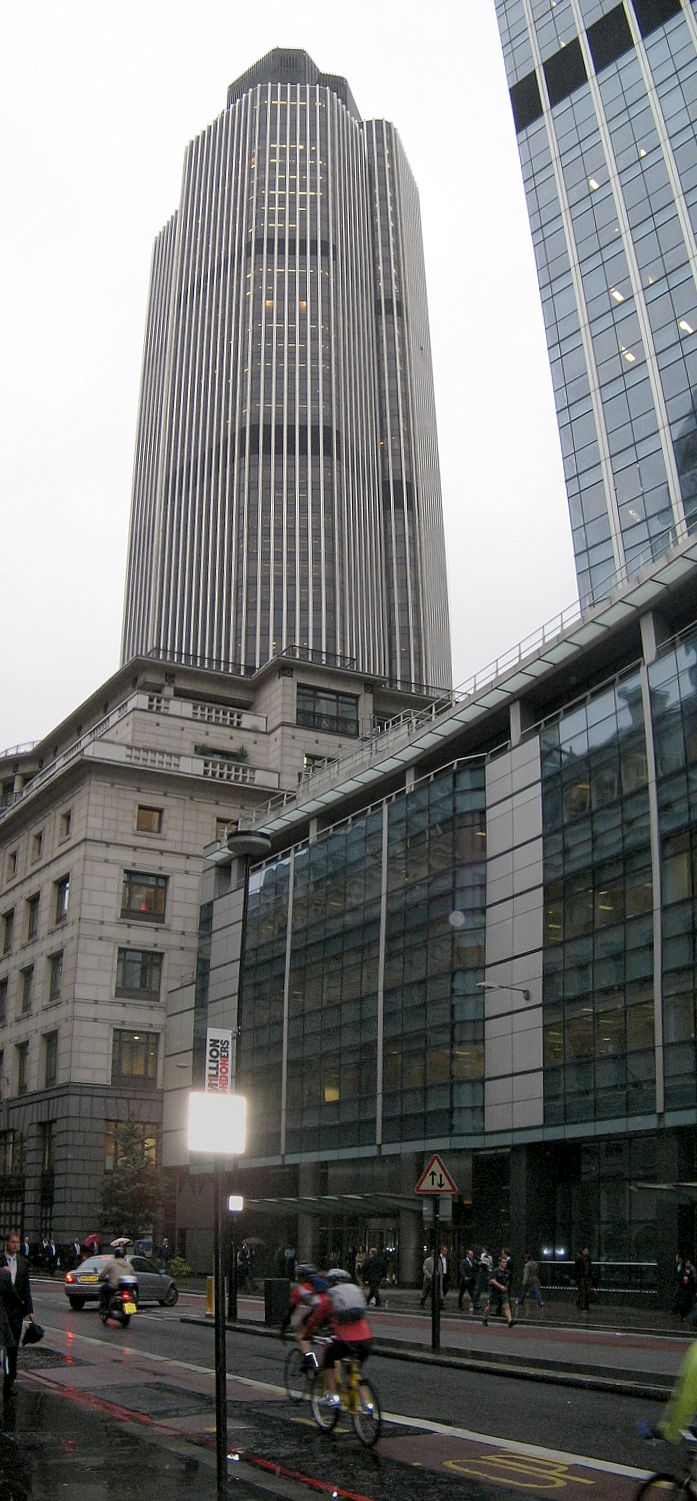
Tower 42 gezien vanaf straatniveau

Tower 42 is een wolkenkrabber in de City of London , gelegen aan 25 Old Broad Street. Met met 42 verdiepingen en een hoogte van 183 m is het het op vier na hoogste gebouw van Londen. Tot 1990 was de kantoortoren het hoogste gebouw van Londen; in dat jaar werd het ingehaald door One Canada Square. Het werd van 1971 tot 1979 gebouwd voor de National Westminster Bank (NatWest), vandaar de oude naam NatWest Tower. Het gebouw werd ontworpen door Richard Seifert.